# Кухта Павло Андрійович
Кухта Павло Андрійович (нар. 3 грудня 1985 (39 років) , Київ ) український економіст, політик і громадський діяч, перший заступник міністра економіки України (2019—2020).

## Життєпис
2008 року закінчив КПІ (комп'ютерні науки, спеціаліст). 2018 року навчався в київському Інституті Аспена.
У минулому економічний журналіст і публіцист, економічний експерт Реанімаційного пакету реформ, радник Центру економічної стратегії. 2015 року ввійшов до наглядової ради Індексу моніторингу реформ iMoRe від VoxUkraine.

## Політик
Був заступником голови Стратегічної групи радників з підтримки реформ, працював з Іваном Міклошем та Лешеком Бальцеровичем.
2015—2019 — радник міністра фінансів, 2016—2019 — радник прем'єр-міністра.
2019 року балотувався до Верховної Ради IX скл. від партії «Голос» (№ 25 у списку), скасував реєстрацію як кандидата за власним бажанням. Був програмним директором партії, відповідав за розробку партійної програми.
З 9 вересня 2019 по 13 квітня 2020 — перший заступник міністра розвитку економіки, торгівлі та сільського господарства. З 10 березня 2020 Павло Кухта тимчасово виконував обов'язки міністра.

## Участь у Російсько-українській війні (2022)
26 березня 2022 Павло Кухта пішов на передову російсько-української війни, а орієнтовно 20 квітня 2022 звільнився з армії.

## Особисте життя
4 червня 2022 Павло Кухта одружився з колишньою прес-секретаркою Президента України Володимира Зеленського Юлією Мендель